# San José de Guayusa
San José de Guayusa ist eine Ortschaft und eine Parroquia rural („ländliches Kirchspiel“) im Kanton Francisco de Orellana der ecuadorianischen Provinz Orellana. Sitz der Verwaltung ist San José de Guayusa, 25 km nordnordwestlich der Provinzhauptstadt Puerto Francisco de Orellana am Westufer des Río Coca gelegen. Der Hauptort wird zu etwa 90 Prozent von der indigenen Ethnie der Kichwa bewohnt. Die Parroquia besitzt eine Fläche von 460 km². Die Einwohnerzahl lag im Jahr 2010 bei 1951. Die Parroquia wurde am 30. Juli 1998 gemeinsam mit der Provinz Orellana sowie weiteren Parroquias gegründet. Kommunen (comunidades) in der Parroquia sind: Minas de Huataraco, Recinto San Miguel de Guayusa Ángel comuna Guayusa, Recinto Rumipamba Recinto, Asociación Centro Kichwa Lumucha, Comuna Kichwa, Asociación Juntos Lucharemos (Comuna Lumucha), Kanoa Yacu Jaime Cóndor Pakcha, Reserva Juan Montalvo, 10 de Agost, Supay Yacu, Asociación San Pedro del Río Coca Carlos, Aso. Trabajadores Indígenas Gral. Guami, Reserva Mushuc Llacta Sr. Gilberto Coquinche, San Antonio, San Marcos und Pablo II.

## Lage
Die Parroquia San José de Guayusa liegt in einer vorandinen Region am Westrand des Amazonastieflands. Im Nordwesten verläuft einen bis zu 700 m hoher Höhenkamm. Der Río Coca begrenzt das Gebiet im Norden und im Osten.
Die Parroquia San José de Guayusa grenzt im Nordosten an die Parroquia San Sebastián del Coca (Kanton La Joya de los Sachas), im Süden an die Parroquia Nuevo Paraíso, im Osten an die Provinz Napo mit der Parroquia Gonzalo Díaz de Pineda (Kanton El Chaco) sowie im Norden an die Provinz Sucumbíos mit den Parroquias Gonzalo Pizarro (Kanton Gonzalo Pizarro) und El Dorado de Cascales (Kanton Cascales).

## Ökologie
Der Nordwesten der Parroquia liegt innerhalb des Nationalparks Sumaco Napo-Galeras.